# Horst-Wessel-Lied
Horst-Wessel-Lied ali Wesslova pesem (Die Fahne hoch) je bila nacistična koračnica Sturmabteilunga (SA) in himna nacional socialistične stranke NSDAP v Nemčiji. Po prevzemu oblasti so uvedli Wesslovo pesem kot obvezen del narodne himne, ki so ga peli po prvi kitici nemške himne (das Lied der Deutschen).
Avtor besedila je Horst Wessel, nemški nacist, ki ga je leta 1930 ubil nemški komunist. Melodija je starejša, verjetno iz devetnajstega stoletja.
V ZR Nemčiji je pesem prepovedana kot protiustavni znak (člen §86 in §86a Strafgesetzbuch).
Nemško besedilo:
Die Fahne hoch die Reihen fest geschlossen
S. A. marschiert mit ruhig festem Schritt
Kam'raden die Rotfront und Reaktion erschossen
Marschier'n im Geist in unsern Reihen mit
Die Straße frei den braunen Batallionen
Die Straße frei dem Sturmabteilungsmann
Es schau'n auf's Hakenkreuz voll Hoffung schon Millionen
Der Tag für Freiheit und für Brot bricht an
Zum letzen Mal wird nun Appell geblasen
Zum Kampfe steh'n wir alle schon bereit
Bald flattern Hitlerfahnen über allen Straßen
Die Knechtschaft dauert nur mehr kurze Zeit
Die Fahne hoch die Reihen fest geschlossen
S. A. marschiert mit ruhig festem Schritt
Kam'raden die Rotfront und Reaktion erschossen
Marschier'n im Geist in unsern Reihen mit